# DaDa (album Alice Coopera)
DaDa – studyjny album Alice Coopera z 1983 roku wydany nakładem wytwórni Warner Bros. Records.

## Lista utworów
1. „Da Da” – 4:45
2. „Enough's Enough” – 4:19
3. „Former Lee Warmer” – 4:07
4. „No Man's Land” – 3:51
5. „Dyslexia” – 4:25
6. „Scarlet and Sheba” – 5:18
7. „I love America” – 3:50
8. „Fresh Blood” – 5:54
9. „Pass the Gun Around” – 5:46